# Fenêtre de Durand
La Fenêtre de Durand (pron. fr. AFI: [fənɛtʁ də dyʁɑ̃] - 2.797 m s.l.m.) è un valico alpino tra l'Italia (Valle d'Aosta) e la Svizzera (Canton Vallese) nelle Alpi Pennine.

## Toponimo

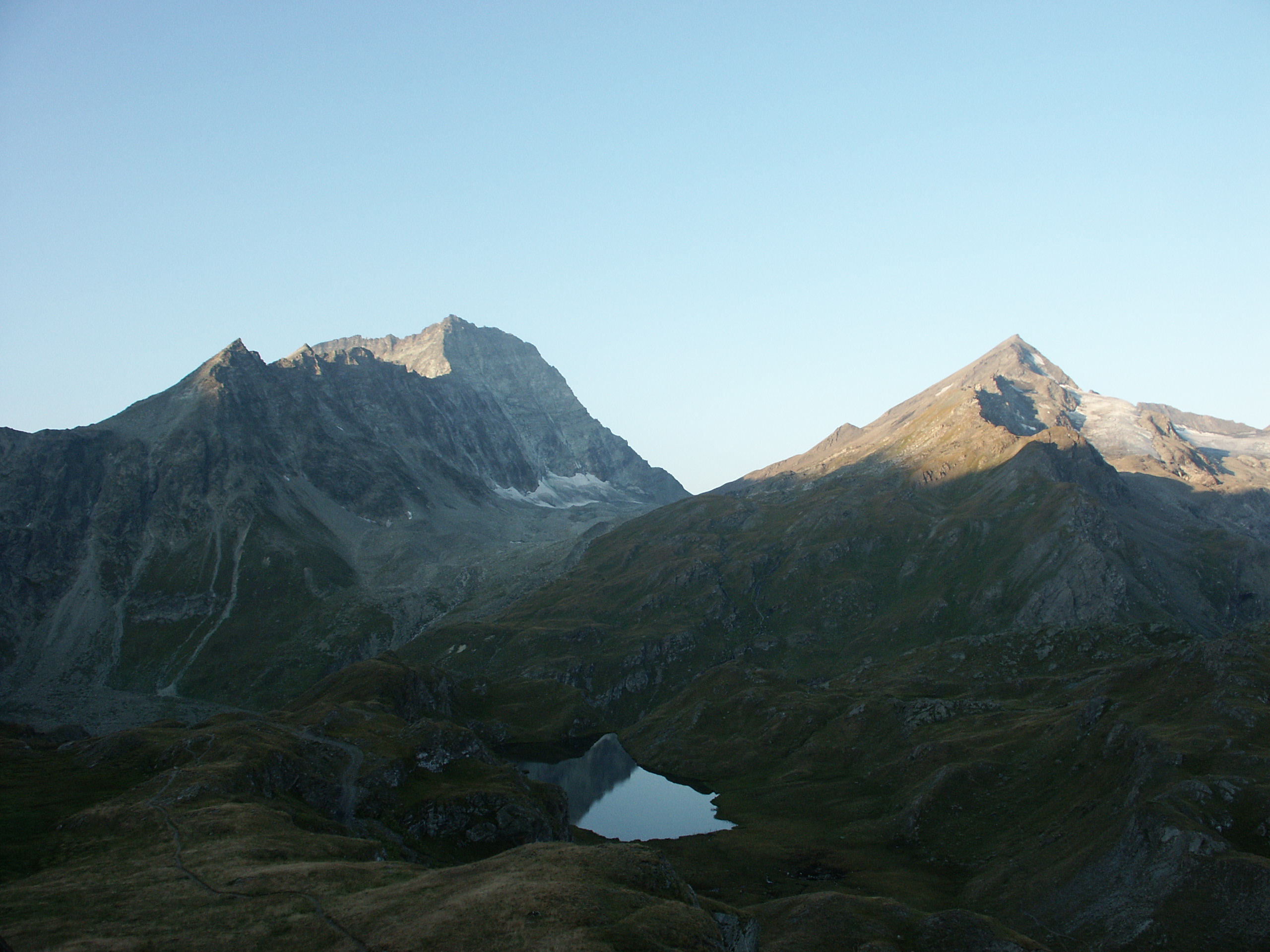
Il valico tra il Mont Avril (a destra) ed il Mont Gelé (a sinistra) visti dal versante svizzero.

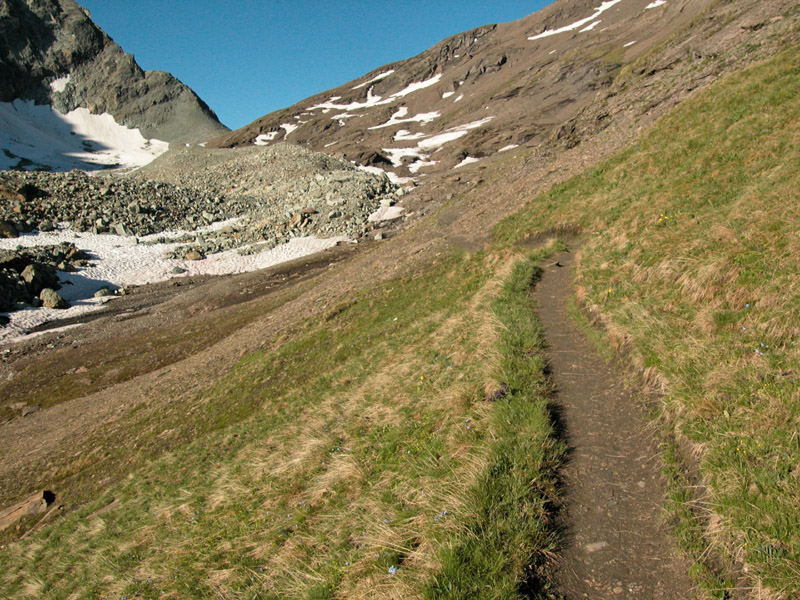
Lato elvetico di accesso al valico.

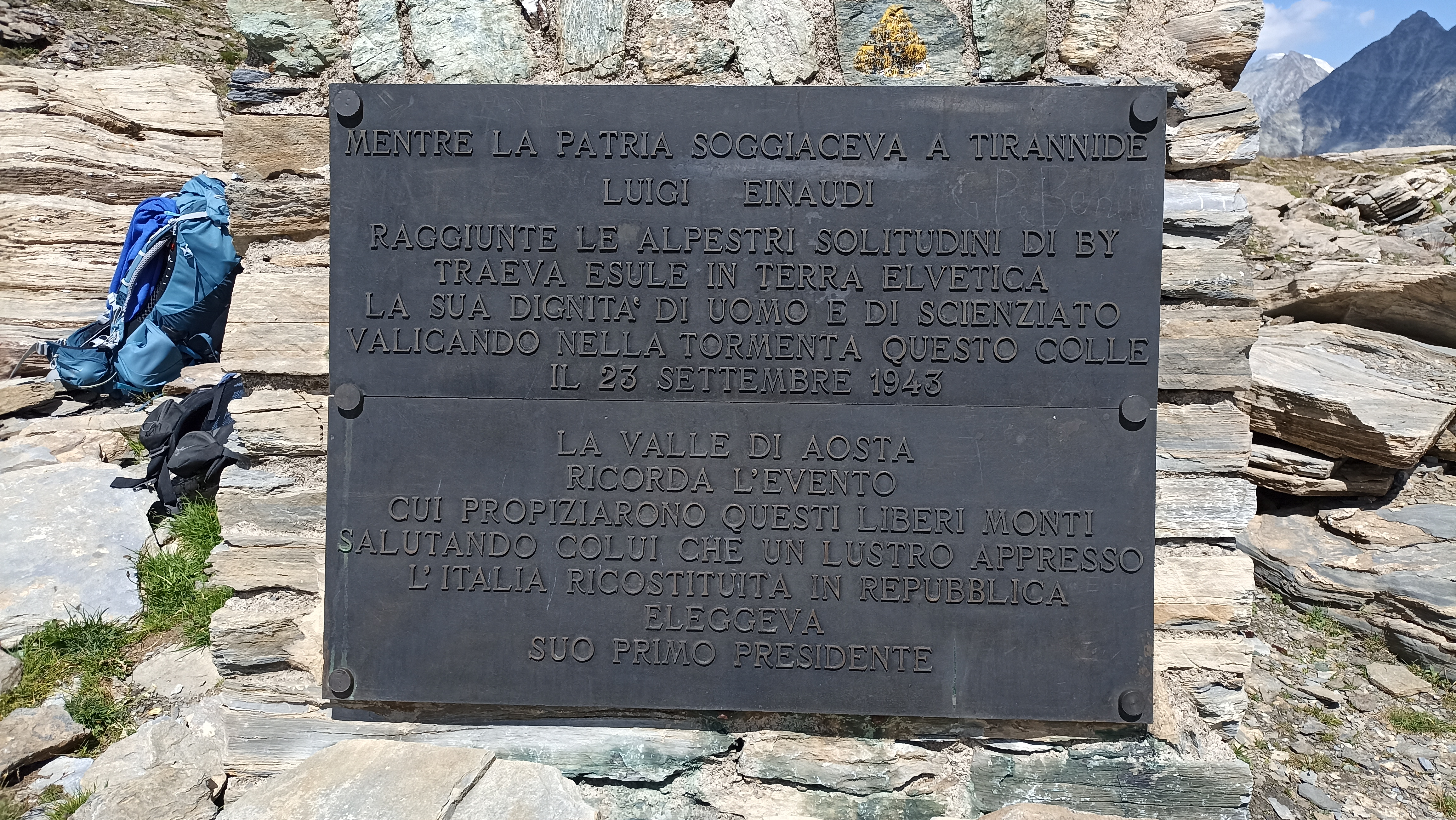
La targa collocata presso il valico e che ricorda la fuga di Luigi Einaudi.

Il toponimo fenêtre, che in francese indica una finestra, è molto diffuso in Valle d'Aosta e nelle Alpi occidentali per indicare dei colli.

## Caratteristiche
Dal punto di vista orografico suddivide nelle Alpi del Grand Combin la Catena Grand Combin-Monte Vélan dalla Catena Gelé-Collon. In particolare si trova tra il Mont Avril ed il Mont Gelé.
Collega la Valpelline con la Val di Bagnes.
Storicamente è stato sempre un luogo di passaggio per l'ampiezza del colle e per la facilità dell'accesso. Infatti è il passaggio più agevole che si trovi tra il Passo del Gran San Bernardo ed il Passo del Sempione. 
Al valico è presente una targa che ricorda la fuga in Svizzera di Luigi Einaudi nel 1943 aiutato da Ettore Castiglioni.

## Accesso
Dal versante italiano il valico è raggiungibile partendo da Glassier, località di Ollomont in circa 4 ore.
Dal versante svizzero il valico è raggiungibile partendo dalla Diga di Mauvoisin e passando per la Cabane de Chanrion.